# Devin Ebanks
Devin Rondell Ebanks (ur. 28 października 1989 w Nowym Jorku) – amerykański koszykarz, grający na pozycji niskiego skrzydłowego, obecnie zawodnik Al-Manama.
Po udanej grze w szkole średniej St. Thomas More School, Ebanks spośród wielu ofert wybrał West Virginia University. W uczelnianej drużynie West Virginia Mountaineers grał przez dwa sezony, w czasie których zdobywał odpowiednio po 10,5 punktu i 7,8 zbiórki oraz 12 punktów i 8,1 zbiórki na mecz.
Podczas draftu 2010 został wybrany z 43 numerem do Los Angeles Lakers. 12 sierpnia podpisał z tą drużyną kontrakt. 27 grudnia 2010 został wysłany do Bakersfield Jam z ligi NBA Development League. W drużynie Bakersfield zdobywał średnio 16,5 punktu na mecz w 6 występach, zanim 8 stycznia 2011 Lakers, z powodu kontuzji Matta Barnesa, ściągnęli go z powrotem. W debiutanckim sezonie w barwach Lakers wystąpił 20 razy, grając średnio 5,9 minuty i zdobywając 3,1 punktu na mecz.
23 grudnia 2011, przed swoim drugim sezonem, trener Mike Brown zapowiedział, że Ebanks będzie wyjściowym niskim skrzydłowym, zamiast Matta Barnesa i Rona Artesta. W pierwszym meczu, 25 grudnia, przeciwko Chicago Bulls, zanotował 8 punktów, 1 zbiórkę i 2 asysty. Jednak już po czterech meczach został ponownie przesunięty na rezerwę i ponownie sporadycznie pojawiał się na parkiecie. 15 lutego 2012 został asygnowany do Los Angeles D-Fenders, a 28 lutego przywrócony do pierwszej drużyny. Z powodu kontuzji podudzia Kobego Bryanta, Ebanks zajął jego miejsce w pierwszej piątce na siedem meczów. W swoim drugim sezonie, Ebanks zdobywał średnio 4 punkty w 16,5 minut gry. 12 z 24 spotkań jakie rozegrał w sezonie, zaczynał w pierwszej piątce. Z powodu siedmiomeczowego zawieszenia Metta World Peace'a, Ebanks został wyjściowym niskim skrzydłowym Lakers na pierwszą rundę play-offów przeciwko Denver Nuggets. W meczu nr 1, Ebanks zdobył 12 punktów, trafiając 5 na 6 rzutów z pola i zebrał 5 piłek. Po wygranej siedmiomeczowej rywalizacji z Nuggets, Lakers zostali pokonani w kolejnej rundzie w pięciu meczach przez Oklahoma City Thunder. Ebanks w play-offach zdobywał średnio 4,1 punktu i 2,2 zbiórki w 14 minut, grając w 9 meczach, z czego 6 w pierwszej piątce.
13 sierpnia 2012 przedłużył na następny sezon kontrakt z Lakers. 13 grudnia 2012 w przegranym meczu z New York Knicks Ebanks uzyskał rekord kariery, zdobywając 15 punktów. Po tym występie, w trzech kolejnych meczach, także przez kontuzje Pau Gasola i Jordana Hilla, Ebanks został graczem pierwszej piątki. Jednak reszta sezonu wyglądała podobnie jak dwa poprzednie; Ebanks dostawał niewiele szans na grę i rozegrał zaledwie 19 meczów, zdobywając średnio 3,4 punktu w 10,4 minuty na mecz.
13 września 2013 Ebanks, jako wolny agent, podpisał kontrakt z Dallas Mavericks. 22 października, przed rozpoczęciem sezonu, został jednak z nim rozwiązany kontrakt. W listopadzie 2013 Ebanks został pozyskany przez drużynę NBA Development League, Texas Legends. 23 grudnia 2013 Ebanks został wybrany graczem tygodnia D-League. 3 lutego 2014 Ebanks został wybrany do składu Prospects na Mecz Gwiazd D-League. 20 lutego 2014 został wytransferowany do Springfield Armor.
10 października 2020 został zawodnikiem Indios de Mayagüez. 17 sierpnia 2021 dołączył do Al-Manama.

## Osiągnięcia
Stan na 20 sierpnia 2021, na podstawie, o ile nie zaznaczono inaczej.
NCAA
- Uczestnik rozgrywek:
  - NCAA Final Four (2010)
  - turnieju NCAA (2009, 2010)
- Mistrz turnieju konferencji Big East (2010)
- Zaliczony do: 
  - I składu:
    - turnieju Big East (2009)
    - debiutantów Big East (2009)

  - III składu Big East (2010)

Indywidualne
- Zaliczony do:
  - I składu ligi meksykańskiej (2015)
  - II składu turnieju D-League Showcase (2014)
  - III składu D-League (2016)[31]
- Uczestnik meczu gwiazd:
  - D-League (2014)
  - francuskiej ligi LNB Pro A (2018)
- Liderzy strzelców francuskiej ligi Pro A (2019)
- MVP kolejki D-League (23.12.2013)